# Monanthotaxis orophila
Monanthotaxis orophila är en kirimojaväxtart som först beskrevs av Raymond Boutique, och fick sitt nu gällande namn av Bernard Verdcourt. Monanthotaxis orophila ingår i släktet Monanthotaxis och familjen kirimojaväxter. Inga underarter finns listade i Catalogue of Life.